# Sesebi
Sesebi ou Sesibi est une ancienne ville d'Égypte antique, du Nouvel Empire précisément, située sur la rive ouest du Nil près de l'actuelle ville de Delgo (en) au Soudan,.

## Histoire
Sur cette localité, la construction d'un temple fut ordonnée par Akhenaton. Ce dernier nomma d'ailleurs un vice-roi pour s'occuper des affaires administrative de cette ville et sécuriser le trafic sur la portion du Nil à proximité du site.